# Oncopsis citrella
Oncopsis citrella är en insektsart som beskrevs av Hamilton 1983. Oncopsis citrella ingår i släktet Oncopsis och familjen dvärgstritar. Inga underarter finns listade i Catalogue of Life.